# Agrotis luxurians
Agrotis luxurians är en fjärilsart som beskrevs av Feichenberger 1962. Agrotis luxurians ingår i släktet Agrotis och familjen nattflyn. Inga underarter finns listade i Catalogue of Life.